# Grupos obreros comunistas

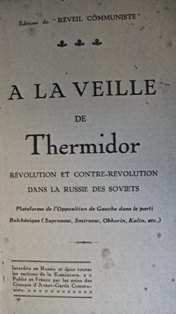
Folleto de los Grupos Obreros Comunistas

Los grupos obreros comunistas (en francés: Groupes ouvriers communistes) constituyeron un grupo internacional de ultraizquierda en los años 1920.

## Historia
Durante la década de 1920, elementos de la izquierda italiana ("bordiguista") establecieron contacto individual con la izquierda alemana. Michelangelo Pappalardi, en particular, estuvo activo en 1923 en Alemania, donde representó al PCd'I en el KPD, tiempo durante el cual discutió con el KAPD. Dimitió del Partido Comunista de Italia y se trasladó a Lyon, donde mantuvo correspondencia con Amadeo Bordiga. Durando los años siguientes, los «bordiguistas» abogaron por el desarrollo de tendencias revolucionarias dentro del PCF y de facciones comunistas en los sindicatos. Una parte de la izquierda italiana en el exilio llega a rechazar estas posiciones y se acerca a las del KAPD, en particular a través de contactos con Karl Korsch. Esta tendencia, influenciada por Pappalardi, se distingue de los “bordiguistas” liderados por Ottorino Perrone (Vercesi) que se refugió en París. La ruptura se consuma en julio de 1927, y en noviembre de ese mismo año sale el primer número de "Réveil Communiste", boletín interno de los grupos de vanguardia comunista, editado en Lyon. Le Réveil Communiste, como Karl Korsch, rechaza el voluntarismo organizativo: "No se ha completado ninguna nueva organización internacional sin el proceso de desarrollar una línea de izquierda en el terreno internacional".
Le Réveil Communiste, sin embargo, sigue reivindicando, no sin ilusiones, a Bordiga: "Si Bordiga no está formalmente fuera del Komintern, es de hecho, porque no está en el terreno teórico del leninismo, es decir, del neoleninismo". (RC no 2, enero de 1928. Esta posición, difícil de mantener, llevó rápidamente a Le Réveil a criticar a Bordiga, que se mantuvo fiel a la "línea táctica de compromiso" defendida por Lenin. La crítica también se aplica a Trotski, el continuador del leninismo y defensor del estado ruso. Por otro lado, Le Réveil da la bienvenida al surgimiento de una izquierda comunista dentro del partido bolchevique, publicando un panfleto de éste en un folleto: Avant Thermidor.
Estas críticas promoverán aún más la convergencia con Karl Korsch, del cual Réveil publicó dos textos: “Diez años de lucha de clases en la Rusia soviética” (R.C. no. 1) y “La izquierda marxista en Alemania” (R.C. no. 4).
Estas posiciones rompiendo con el leninismo llevaron en 1928 a la salida de algunos elementos (Piero Corradi, ...) leales al leninismo, que se unieron a la Fracción de la Izquierda Italiana constituida como Fracción de Izquierda del Partido Comunista de Italia (representando la ortodoxia bordiguista) en la conferencia de Pantin de abril de 1928. Por otro lado, fomentarán la llegada de elementos no ligados a la izquierda italiana, como André Prudhommeaux (alias Jean Cello, alias André Prunier) y su esposa Dori (Dora Ris). En el mismo año, abrieron la "Librairie Ouvrière" en 67 boulevard de Belleville, un lugar de encuentro para varios comunistas opositores.
La evolución de Reveil hacia la izquierda alemana llevó a su reemplazo por L'Ouvrier Communiste, un órgano de los "Grupos Obreros Comunistas" (GOC), cuyo primer número apareció en agosto de 1929, y con sede en la Librairie Ouvrière. El término "obrero comunista" se refiere explícitamente al KAPD (Partido Comunista de los Trabajadores de Alemania). L'Ouvrier Communiste se consideró entonces a sí mismo como una rama de la verdadera izquierda marxista, "aquella cuyos representantes en 1919 y 1920 fueron Pankhurst en Inglaterra, y en Holanda los Tribunistas: H. Gorter y A. Pannekoek" (O.C. no 1). Se reafirma la ruptura con el leninismo: "La línea leninista provocó las peores derrotas, la constitución de los partidos de masas formó sobre eso un nuevo baluarte oportunista y contrarrevolucionario en el campo del proletariado" (ídem).
En julio de 1930, los GOC publicaron la Respuesta a Lenin sobre "La enfermedad infantil del comunismo" de Herman Gorter. El texto fue traducido por Prudhommeaux y publicado por Librairie Ouvrière.  Su introducción al texto de Gorter es otra oportunidad para subrayar la diferencia entre la posición oportunista bordiguista y el radicalismo de la ultraizquierda alemana: “De hecho, la ofensiva contra la izquierda dio resultados favorables (al leninismo) en Italia y en Inglaterra, donde Bordiga y Pankhurst se unió a las filas del leninismo. Los tribunistas holandeses, Gorter y Pannekoek, los elementos del Partido Comunista Alemán (K.A.P.D.) se quedaron solos en la brecha del internacionalismo marxista. Ese mismo año, durante un viaje a Berlín y Leipzig, Prudhommeaux entró en contacto, entre otros, con el KAPD y la AAU. También se establecen contactos con los holandeses del Gruppe internationale Kommunisten (GIK).
Los GOC forman entonces un pequeño grupo (¿de 15 a 20?), Pero mantienen vínculos a nivel internacional con varios grupos antileninistas de ultraizquierda. Entre éstos figura Grupo Obrero ruso de Gavril Miasnikov. Expulsado del Partido Bolchevique en 1922, Miasnikov logró que el Manifiesto del Grupo Obrero apareciera en alemán en Berlín, gracias a la ayuda del KAPD. Detenido y torturado por el régimen leninista en 1923, huyó en 1928 y logró entrar en Francia en 1930, en particular gracias a una campaña dirigida por K. Korsch y L'Ouvrier Communiste. Viviendo entonces a París, participa en las actividades de los GOC. 
En esta etapa, encontramos, formulados por los GOC, los principales puntos de principio que definen a la Izquierda Comunista:
- el anti-parlementarismo ;

- el rechazo a los movimientos nacionales. L'Ouvrier Communiste toma la posición de Rosa Luxemburgo en este punto y, por tanto, es más claro que, por ejemplo, la izquierda holandesa;

- el antisindicalismo: "No se pueden conquistar sindicatos mediante la revolución, no se pueden crear sindicatos revolucionarios" (O.C. no 1). Sobre esta cuestión, L'Ouvrier Communiste se encuentra en las posiciones del KAPD y rechaza las de la AAU de Alemania, que le gustaría transformar los comités de fábrica "en formas que sustituyan al sindicato clásico";

- el rechazo al voluntarismo organizativo: "no tenemos prisa por fundar un nuevo partido, por ampliar nuestra base organizativa ...", "El papel del partido no es un papel de supremacía que tiende a alargarse ..." ( OC no 1);

- la caracterización de Rusia como capitalismo de estado, unida a la contrarrevolución y asesina de los insurgentes de Kronstadt en 1921.

Esta clarificación no evitará la desaparición del grupo al final de 1931. Anteriormente, A. y D. Prudhommeaux habían dimitido, los GOC que pierden entonces su sede. Pappalardi, enfermo, tuvo que abandonar todas sus actividades hasta su muerte en 1940. Cuando L'Ouvrier Communiste se desintegró, el grupo y la publicación Spartacus (3 números) asumieron el control ese mismo año 1931 bajo el liderazgo de Prudhommeaux y Jean Dautry (también ex-GOC). Spartacus publica las primeras versiones francesas (según Prudhommeaux) del manifiesto de Kronstadt y artículos de Rosa Luxemburgo y Karl Liebknecht. Compuesto principalmente por inmigrantes alemanes (¿8 militantes?), El grupo Spartacus excluyó a Prudhommeaux en septiembre de 1931 por "falta de conciencia política y organización". A esta exclusión le sigue rápidamente la desaparición del grupo. 
Desde septiembre de 1932 hasta junio de 1933, Prudhommeaux y Dautry publicaron la revista "Correspondance internationale Ouvrière", sin que esta publicación estuviera vinculada a la actividad de un grupo.
En 1933, Prudhommeaux participa en la campaña a favor de Marinus Van der Lubbe y a la constitución de la sección francesa del Comité de apoyo a éste. Sus primeros artículos sobre este tema aparecieron en Le Libertaire (n ° 90-92, marzo de 1933). Cesó esta colaboración cuando Le Libertaire se hizo cargo de las difamaciones estalinistas contra van der Lubbe, y publicó sus siguientes artículos de apoyo en La Revue anarchiste y Le Semeur. El mismo año, publica con Dori « Espartaco y el municipio de Berlín, 1918-1919 ». El resto de su desarrollo ya no se enmarca en el comunismo de consejos sino en el anarquismo, aunque intercambia por ejemplo información con Union Communiste durante la guerra civil española.